# Achimenes flava
Achimenes flava är en tvåhjärtbladig växtart som beskrevs av Conrad Vernon Morton. Achimenes flava ingår i släktet Achimenes och familjen Gesneriaceae. Inga underarter finns listade i Catalogue of Life.